# ASV Nendingen
Der Athleten-Sportverein Nendingen e. V. ist ein Ringerverein der 1. Bundesliga, der 1920 gegründet wurde, aus der südschwäbischen Ortschaft Nendingen. Er wurde Deutscher Mannschaftsmeister 2014, 2015 und 2016. Vom 30. September 2017, bis 2020, startete der ASV Nendingen in der neu gegründeten Deutschen Ringerliga.

## Verein
Der Verein hat knapp über 500 Mitglieder, wobei die Mitgliederzahl in den letzten Jahren durch die Euphorie durch den Durchmarsch von der Oberliga direkt in die 1. Liga um die Hälfte zugenommen hat.
Bekannteste Nendinger Eigengewächse sind Reiner Schilling, Adolf Rutschmann, Fritz Hagen, Andreas Kosing sowie die frühgestorbenen Hubert Baur und Wolfgang Wiser, nach denen das größte Nendinger Turnier benannt wurde.
In Bundesliga und DRL traten zudem diverse Olympiasieger und Weltmeister für den Verein an. U.a. der fünffache Olympiasieger und somit erfolgreichste Ringer aller Zeiten; Mijaín López Núñez.

## Geschichte

### Bis 2000
1959 wurden die deutschen Jugendmeisterschaften vom ASV in der damals neuen Nendinger Festhalle ausgetragen. 1964 gelang dem Nendinger Reiner Schilling die Qualifikation zu den olympischen Sommerspielen. Unter anderem durch ihn schaffte es die Nendinger Mannschaft 1966 in die erste Bundesliga aufzusteigen. Nach drei Jahren stieg die Mannschaft jedoch wieder ab, da viele der „goldenen Generation“ mit dem Ringsport aufhörten.

### 2004/05
2004 konnte die erste Mannschaft des ASVs knapp dem Abstieg in der Oberliga entkommen und erreichte mit zwei Punkten vor der TSG Nattheim den achten von neun Plätzen. Die zweite Mannschaft rang im Mittelfeld der Bezirksklasse unter anderem gegen die Zweite des ASV Tuttlingens.

### 2005/06
2005 wurde der Verein Vizemeister der Oberliga hinter dem TSV Ehningen, aber vor dem punktgleichen KSV Unterelchingen und dem um einen Punkt knapp dahinter liegenden TSV Musberg. In den damit erreichten Relegationskämpfen konnten sich die Nendinger gegen die RG Lahr und den KSV Kirrlach durchsetzen. Bester Ringer der Saison 2005/06 war Florian Schwarz, der als einziger „echter Nendinger“ in späteren Bundesligamannschaft sicher gesetzt war.

### 2006/07
Der Aufstieg in die Regionalliga ließ im gesamten Ort eine Ringen-Euphorie beginnen, die eine nicht zu erwartende Entwicklung in die Nendinger Mannschaft brachte. So nutzte das Team den Elan und wurde in der Saison 2006/07 überraschend Meister der Regionalliga mit Abstand zum KSV Hofstetten und dem KSV Taisersdorf. Auch die zweite Mannschaft konnte von diesem Schwung profitieren und so gelang der Aufstieg durch die Vizemeisterschaft der Bezirksklasse hinter der KG Konstanz-Volkertshausen.

### 2007/08
2007 gab es durch den Aufstieg in die 2. Bundesliga nach fünf Jahren wieder ein Derby zwischen den Athleten-Sportvereinen aus Nendingen und Tuttlingen, was den Zuschauerzuspruch weiter ansteigen ließ und zu Besucherrekorden auf beiden Seiten führte. So wurde mit dem Heimkampf gegen Tuttlingen erstmals in der Vereinsgeschichte ein Heimkampf nicht in Nendingen ausgetragen. Mit einer souveränen Meisterschaft vor dem KSV Schriesheim und der RG Hausen-Zell konnte der weitere Durchmarsch perfekt gemacht werden. Mit dem Aufstieg in die erste Bundesliga durften keine weiteren Kämpfe in der Nendinger Sporthalle ausgetragen werden, die häufig als „Hexenkessel“ tituliert wurde.
Durch den Zukauf neuer Ringer für die Bundesliga und der damit verbundenen Aussortierung bisheriger hochklassiger Ringer in die 2. Mannschaft hat auch sie parallel dazu Erfolge gefeiert und direkt den Durchmarsch mit der Vizemeisterschaft in der Bezirksliga hinter dem StTV Singen und knapp vor dem KSV Gottmadingen I feiern können. Mit dem Aufstieg überflügelte die Mannschaft erstmals in der Geschichte die erste Mannschaft der lokalen Mithochburg SV Dürbheim.

### 2008/09
In der Saison 2008/09 stand als wichtiger Leistungsträger unter anderem Marc Buschle aus Mühlheim im Kader der Nendinger. Außerdem war der Moldauer Ghenadie Tulbea bester Ringer aller Mannschaften der Bundesliga-Saison 2008. Der Klassenerhalt gelang unter anderem durch ein Missgeschick des SV St. Johannis 07, der die Frist zur Anmeldung ausländischer Sportler verstreichen ließ.
Nach dem Durchmarsch in der Vorsaison gelang der zweiten Mannschaft mit einigen ehemaligen Bundesligaringern in den Reihen mit einem souveränen Titelgewinn vor der SG Weilimdorf der Aufstieg in die Verbandsliga.
Mit dem Rückzug des Lokalkonkurrenten ASV Tuttlingens aus der zweiten Bundesliga stellt Nendingen seither die beiden höchsten Mannschaften des Landkreises.

### 2009/10
Für die Saison 2009/10 wurde als Saisonziel Platz 6 ausgegeben. Dazu wurde der drittbeste Ringer der Vorsaison, Eduard Kratz, von der RKG Freiburg 2000 verpflichtet. Er gewann schließlich alle seine Kämpfe und wurde bester Ringer der gesamten Liga. Auch Ghenadie Tulbea als vierter konnte seine Klasse wiederum beweisen. Auf dem siebten Platz und damit im gesicherten Mittelfeld konnte Nendingen die zweite Bundesligasaison erfolgreich abschließen.
Die zweite Mannschaft hat souverän den Titel der Verbandsliga errungen und konnte mit dem Aufstieg in die Oberliga die Kampfklasse der ersten Mannschaft von 2006 erreichen. Für die Saison 2009/10 wurde erstmals eine dritte Mannschaft gemeldet, die vor allem aus Nachwuchskräften besteht. Sie stand am Ende ihrer ersten Saison auf dem dritten Platz der A-Klasse Bodensee, der untersten Ringerklasse.

### 2010/11
Für die Saison 2010/11 wurden die Play-offs als Saisonziel angegeben. Diese wurden mit dem 5. Platz in der Runde mit 4 Punkten hinter dem KSV Köllerbach nicht erreicht. Trotzdem wurde von der fünftbesten Mannschaft Deutschlands gesprochen, da die Vereine in der Staffel Ost allesamt gegen ihre Gegner der Staffel West verloren. Genaldie Tulbea wurde wiederum als bester Ringer der Saison ausgezeichnet.
Die zweite Mannschaft hat ihren famosen Durchmarsch fortsetzen können und mit 27:7 Punkten den AV Germania Sulgen und den TSV Ehningen hinter sich gelassen und damit die Meisterschaft der Oberliga Württemberg gewonnen. Die anschließende Aufstiegsrunde konnte hinter der RG Waldkirch-Kollnau erfolgreich abgeschlossen werden. Die ehemaligen Bundesligaringer Adrian Ozsda und Markus Eichin waren dabei die größten Leistungsträger.

### 2011/12
Für die Saison 2011/12 wurden die Play-Offs als erstrebenswert, die Wiederholung des letztjährigen fünften Platz aber als eigentliches Saisonziel ausgegeben. Als Verlust wurde das Ausscheiden des Nachbarn KSV Aalen aus der 1. Bundesliga West gesehen. Letztendlich wurde mit dem siebten Platz der Klassenerhalt klar erreicht, die Play-offs hingegen waren unerreichbar. Die zweite Mannschaft erkämpfte in der Regionalliga Baden-Württemberg den fünften, die dritte in der Bezirksklasse Schwarzwald-Alb-Bodensee den vierten Platz.

### 2012/13
In der Saison 2012/13 wurden die Ringenbundesliga aufgrund zweier Rückzüge wieder in Nord und Süd getrennt, was Nendingen wieder ein Derby gegen den KSV Aalen ermöglichte und die Fahrstrecken insgesamt verkürzt hat. Als Neuzugang konnte unter anderem der Musberger Frank Stäbler verpflichtet werden. Da alle drei Mannschaften des ASVs weder auf noch abgestiegen sind, kämpften diese wiederum in den Ligen Bundesliga, Regionalliga und Bezirksklasse. Dabei konnte die erste Mannschaft als Südgruppenzweiter die Play-offs erreichen und anschließend nach einem Sieg über den 1. Luckenwalder SC ins Halbfinale einziehen, wo sie allerdings am ASV Mainz 1888 knapp scheiterte. Die zweite Mannschaft erreichte einen guten zweiten Platz, die Dritte den 5.

### 2013/14
In der Saison 2013/14 zog der ASV Nendingen als Zweiter der Staffel Süd ins Viertelfinale der Deutschen Meisterschaft ein. Die Play-Offs wurden aus Kapazitätsbeschränkungen der Mühlau-Halle in der Schwenninger Helios Arena mit über 6000 Plätzen ausgetragen, nachdem bereits im Jahr zuvor in die Arena nach Geisingen ausgewichen wurde. Mit sicheren Siegen über den 1. Luckenwalder SC und den ASV Mainz 1888 wurde das Finale erreicht. Dieses wurde hauchdünn gegen den SV Germania Weingarten gewonnen. Mit etwa 6500 Zuschauern war der Finalkampf der höchstbesuchte Ringkampf der letzten 20 Jahre. Regio TV Bodensee strahlte dazu eine Sondersendung aus. Besonders das Wir-Gefühl der Zuschauer fand Beachtung: „Wir sind deutscher Meister!“. Die zweite Mannschaft beendete die Saison als Dritter der Regionalliga Baden-Württemberg, die Dritte wurde wieder Fünfter von Sieben in der Bezirksklasse Schwarzwald-Alb-Bodensee.

### 2015
Der ASV war Ausrichter der Deutschen Meisterschaften Männer & Frauen Freistil.

### 2017/18
In der Saison 2017/18 startete der ASV (ASV ringen GmbH) mit den Vereinen SV Germania Weingarten, KSV Ispringen, VK Schifferstadt uns KAV Mansfelder Land in der neu gegründeten DRL (Deutschen Ringerliga). Die 2. Mannschaft wurde als Regionalligameister verbandsseitig, wegen der Teilnahme des ASV in der DRL, in die Oberliga Württemberg zurück gestuft! Trainer neu Marc Buschle und Baris Diksu. Die 3. Mannschaft bildete eine Kampfgemeinschaft mit dem VfL Mühlheim in der Bezirksliga Schwarzwald-Alb-Bodensee (SAB).

## ASV Nendingen in der Meistersaison 2013/14
| Nat.            | Name             | Einsätze Play-Off | Siege Play-Off | Einsätze Hauptrunde | Siege Hauptrunde |
| U23             | U23              | U23               | U23            | U23                 | U23              |
| --------------- | ---------------- | ----------------- | -------------- | ------------------- | ---------------- |
| Deutscher       | Peter Öhler      | 3                 | 2              | 11                  | 10               |
| Deutscher       | Achmed Dudarov   | 1                 | 1              | 7                   | 3                |
| Deutscher       | Louis Stumpe     | 1(2)              | 0              | 1                   | 0                |
| Deutscher       | Tim Baur         | 0                 | 0              | 2                   | 0                |
| D               |                  |                   |                |                     |                  |
| Deutscher       | Frank Stäbler    | 4                 | 2              | 10                  | 8                |
| Deutscher       | Samet Dülger     | 6                 | 3              | 7                   | 4                |
| Deutscher       | Benjamin Raiser  | 3                 | 2              | 9                   | 1                |
| Deutscher       | Ergün Aydin      | 2                 | 0              | 3                   | 0                |
| Deutscher       | Eduard Kratz     | 2                 | 1              | 2(3)                | 2(3)             |
| Deutscher       | Baris Diksu      | 2                 | 1              | 2                   | 0                |
| Deutscher       | Marc Buschle     | 0                 | 0              | 2                   | 0                |
| Deutscher       | Dominik Hipp     | 0                 | 0              | 1                   | 0                |
| EU              |                  |                   |                |                     |                  |
| Moldauer Rumäne | Ghenadie Tulbea  | 6                 | 5              | 13                  | 11               |
| Moldauer Rumäne | Nicolai Ceban    | 6                 | 4              | 12                  | 10               |
| Moldauer Rumäne | Piotr Ianulov    | 5                 | 4              | 8                   | 8                |
| Kroate          | Nenad Žugaj      | 5                 | 4              | 6                   | 6                |
| Kroate          | Neven Žugaj      | 1                 | 1              | 8                   | 7                |
| Moldauer Rumäne | Andrei Perpeliță | 0                 | 0              | 7                   | 5                |
| Rumäne          | Florin Gavrila   | 1                 | 1              | 6                   | 4                |
| Armenier Pole   | Edgar Melkumov   | 2                 | 0              | 4                   | 4                |
| Ungar           | Balázs Kiss      | 2                 | 2              | 3                   | 3                |
| Pole            | Dawid Ersetic    | 0                 | 0              | 4                   | 2                |
| Ukrainer Rumäne | Yan Ceaban       | 0                 | 0              | 3                   | 0                |
| Türke           | Rıza Kayaalp     | 1                 | 1              | 0                   | 0                |
| N               |                  |                   |                |                     |                  |
| Russe           | Saba Khubezthy   | 3                 | 3              | 4                   | 4                |
| Armenier        | Roman Amojan     | 3                 | 2              | 3                   | 2                |

## ASV Nendingen in der Meistersaison 2014/15
| Nat.            | Name                | Einsätze Play-Off | Siege Play-Off | Einsätze Hauptrunde | Siege Hauptrunde |
| D               | D                   | D                 | D              | D                   | D                |
| --------------- | ------------------- | ----------------- | -------------- | ------------------- | ---------------- |
| Deutscher       | Frank Stäbler       | 6                 | 4              | 8                   | 7                |
| Deutscher       | Peter Öhler         | 4                 | 2              | 8                   | 7                |
| Deutscher       | Florian Neumaier    | 2                 | 2              | 6                   | 3                |
| Deutscher       | Baris Diksu         | 3                 | 2              | 5                   | 3                |
| Deutscher       | Samet Dülger        | 3                 | 1              | 9                   | 5                |
| Deutscher       | Benjamin Raiser     | 5                 | 2              | 10                  | 6                |
| Deutscher       | Alexander Semisorow | 6                 | 1              | 10                  | 4                |
| Deutscher       | Andreas Miekeley    | 0                 | 0              | 2                   | 0                |
| Deutscher       | Dominik Hipp        | 0                 | 0              | 2                   | 0                |
| Deutscher       | Louis Stumpe        | 0                 | 0              | 2                   | 0                |
| Deutscher       | Eduard Kratz        | 0                 | 0              | 1                   | 0                |
| EU              |                     |                   |                |                     |                  |
| Moldauer Rumäne | Piotr Ianulov       | 6                 | 6              | 9                   | 8                |
| Moldauer Rumäne | Victor Ciobanu      | 3                 | 3              | 6                   | 6                |
| Moldauer Rumäne | Nicolai Ceban       | 3                 | 3              | 8                   | 6                |
| Moldauer Rumäne | Ghenadie Tulbea     | 6                 | 5              | 12                  | 9                |
| Kroate          | Nenad Žugaj         | 4                 | 2              | 6                   | 3                |
| Ungar           | Balázs Kiss         | 2                 | 1              | 2                   | 2                |
| Franzose Pole   | Artak Margaryan     | 0                 | 0              | 3                   | 0                |
| N               |                     |                   |                |                     |                  |
| Russe           | Saba Khubezthy      | 3                 | 2              | 5                   | 5                |
| Georgier        | Giorgi Sakandelidze | 3                 | 3              | 4                   | 4                |

| Name             | Funktion               |
| ---------------- | ---------------------- |
| Volker Hirt      | Cheftrainer            |
| Werner Marquardt | 1. Vorstand            |
| Markus Scheu     | Vorstand Sport         |
| Rolf Maier       | Stv. Vorstand Finanzen |
| Volker Hirt      | Stv. Vorstand Sport    |

## ASV Nendingen in der Meistersaison 2015/16
| Nat.            | Name                   | Einsätze Halbfinale/Finale | Siege Halbfinale/Finale | Einsätze Hauptrunde/Zwischenrunde | Siege Hauptrunde/Zwischenrunde |
| D/N6            | D/N6                   | D/N6                       | D/N6                    | D/N6                              | D/N6                           |
| --------------- | ---------------------- | -------------------------- | ----------------------- | --------------------------------- | ------------------------------ |
| Deutscher       | Peter Öhler            | 4                          | 4                       | 9                                 | 8                              |
| Deutscher       | Frank Stäbler          | 3                          | 3                       | 9                                 | 9                              |
| Deutscher       | Florian Neumaier       | 2                          | 2                       | 15                                | 4                              |
| Deutscher       | Samet Dülger           | 4                          | 2                       | 14                                | 9                              |
| Moldauer Rumäne | Ghenadie Tulbea        | 2                          | 1                       | 0                                 | 0                              |
| Deutscher       | Benjamin Raiser        | 3                          | 0                       | 13                                | 5                              |
| Deutscher       | Pascal Koch            | 0                          | 0                       | 4                                 | 1                              |
| Deutscher       | Alexander Semisorow    | 0                          | 0                       | 6                                 | 0                              |
| Deutscher       | Baris Diksu            | 1                          | 0                       | 4                                 | 0                              |
| Deutscher       | Eduard Kratz           | 1                          | 0                       | 1                                 | 0                              |
| Deutscher       | Louis Stumpe           | 0                          | 0                       | 2                                 | 0                              |
| Deutscher       | Tim Baur               | 0                          | 0                       | 1                                 | 0                              |
| Pole Deutscher  | Daniel Ersetic         | 0                          | 0                       | 4                                 | 1                              |
| EU              |                        |                            |                         |                                   |                                |
| Moldauer Rumäne | Piotr Ianulov          | 4                          | 4                       | 11                                | 9                              |
| Moldauer Rumäne | Ghenadie Tulbea        | 2                          | 1                       | 15                                | 11                             |
| Moldauer Rumäne | Nicolai Ceban          | 4                          | 2                       | 16                                | 10                             |
| Moldauer Rumäne | Victor Ciobanu         | 3                          | 1                       | 7                                 | 6                              |
| Moldauer Rumäne | Alexandru-Vasile Botez | 1                          | 1                       | 2                                 | 1                              |
| Moldauer Rumäne | Daniel Cataraga        | 1                          | 0                       | 6                                 | 5                              |
| Ungar           | Balázs Kiss            | 0                          | 0                       | 4                                 | 4                              |
| Kroate          | Nenad Žugaj            | 0                          | 0                       | 1                                 | 1                              |
| Moldauer Rumäne | Alexandru Burca        | 0                          | 0                       | 1                                 | 0                              |
| N               |                        |                            |                         |                                   |                                |
| Kubaner         | Yowlys Bonne Rodriguez | 3                          | 3                       | 9                                 | 8                              |
| Kubaner         | Mijaín López Núñez     | 0                          | 0                       | 3                                 | 3                              |

| Name             | Funktion               |
| ---------------- | ---------------------- |
| Volker Hirt      | Cheftrainer            |
| Werner Marquardt | 1. Vorstand            |
| Markus Scheu     | Vorstand Sport         |
| Rolf Maier       | Stv. Vorstand Finanzen |
| Volker Hirt      | Stv. Vorstand Sport    |